# Canal 5 (Honduras)
Canal 5 es un canal de televisión abierta hondureño, propiedad de la familia Ferrari y operado por la Corporación Televicentro. Su primera transmisión oficial fue el 15 de septiembre de 1959.
La programación del Canal 5 consiste principalmente en telenovelas, programas de entretenimiento, tanto de producción nacional como extranjera, programas de concursos y noticieros. Los fines de semana transmite series unitarios, comedias, películas y eventos especiales.
El canal, así como las demás que forman parte de la corporación, posee los derechos de emisión de la Copa Mundial de Fútbol, partidos de la selección hondureña de fútbol mayor y la emisión de partidos de la Liga Nacional de Fútbol Profesional de Honduras.

## Historia

### Inicios
El 15 de septiembre de 1959, es lanzada al aire la estación HRTG-TV en el canal 5 VHF de Tegucigalpa, el primer canal de televisión del país. El primer evento emitido por la emisora fueron las celebraciones de desfiles patrios alusivos a la independencia del país en el Estadio Nacional de Tegucigalpa. Era propiedad de la Compañía Televisora Hondureña, liderado por un grupo de inversionistas formado por Fernando Lardizábal, Antonio Lardizábal y Miguel Brooks. Su primer gerente director artístico fue Mario Rincón, locutor, animador y publicista de nacionalidad mexicana. 
A finales de 1959, se transmitió un noticiero patrocinado por la línea aérea SAHSA presentado por Gustavo Acosta Méjía, el que se mantuvo muy poco tiempo en el aire. Su programación, durante la década de 1960, consistía de series y programas estadounidenses gracias a un acuerdo del canal 5 con la American Broadcasting Company (ABC). A mediados de 1960, el periodista Vicente Machado Valle fundó el noticiero Telerápidas que compartía cámaras con Carlos Young Torres y Sandra Pascua, el cual se basaba en información proveída por Associated Press.
En 1961, el canal oficializa transmisiones en vivo para partidos de fútbol, béisbol y baloncesto con la adquisición de las primeras unidades móviles del canal. En 1963, el canal sufre cambios en su administración: se retiró la ABC, la familia Lardizábal y Miguel Brooks venden sus acciones a José Rafael Ferrari, quién se convierte en propietario y gerente de la cadena.
Durante la década de los 60 y 70, la cadena emite diferentes programas de producción nacional, como El consultorio del aire, programa semanal producido y dirigido por el periodista Rodolfo Brevé Martínez y el poeta Víctor Eugenio Castañeda; Vista, semanario conducido por Moisés de Jesús Ulloa; Proyecciones militares, informativo de las Fuerzas Armadas de Honduras; además del programa dominical Este domingo, presentado por Jacobo Goldstein, Gabriel García Ardón y Antonio Mazariegos Velasco. 
El 24 de diciembre de 1966, canal 5 transmitió en vivo una misa oficiada por el Papa Pablo VI a color, desde la Ciudad del Vaticano en señal de prueba. En 1969, el canal transmitió la llegada del hombre a la luna y los sucesos ocurridos en la denominada Guerra del Fútbol entre Honduras y El Salvador.

### Llegada de las transmisiones a color
El 11 de junio de 1973, con la emisión de la telenovela mexicana Muñeca en horario estelar, el canal inicia sus primeras transmisiones oficiales a color. A partir de mediados de la década de los 70, el canal logra posicionarse con la alianza con Televisa en la transmisión de sus telenovelas. 
Durante la década de los 80 e inicio de los 90, emite las telenovelas de mayor popularidad producidas por la extinta cadena televisiva brasileña Rede Manchete: Doña Bella, Pantanal y Xica da Silva; además, emitió varias telenovelas venezolanas producidas por RCTV y Venevisión y, más adelante, producciones colombianas por Caracol Televisión y RCN Televisión.
En 1974, ingresa a la Organización de Televisión Iberoamericana.
En abril de 1981 y el 3 de marzo de 1990, Canal 5 inició emisiones de los programas dominicales Cinco Deportivo Archivado el 16 de agosto de 2019 en Wayback Machine. y X-0 da dinero Archivado el 16 de agosto de 2019 en Wayback Machine., ambos presentados por Salvador Nasralla y aún vigentes en la actualidad.
Fue lanzado el programa La mujer ahora enfocado a la mujer, conducido por la licenciada Delia Mejía. Con la emisión del programa abriendo un espacio en las mañanas, Canal 5 amplía sus horas de programación diaria.
En 1987, Canal 5 y sus canales hermanos, Telesistema (hoy TSi) y Telecadena 7 y 4 fueron agrupados para formar la Corporación Televicentro, empresa propiedad de la familia Villeda Ferrari y Toledo.
El 30 de mayo de 1994, el canal lanza su propio noticiario, Telenoticias, emitido en horario estelar, conducido por Rossana Guevara y Renato Álvarez. Se estimó que en el 2011 se está siendo incorporado por Cristina Rodríguez.

### Años 2000
En 2000, fue lanzado al aire Noticiero TVC, informativo que se emitía al mismo tiempo en los tres canales de la Corporación Televicentro. De esta misma forma, fue lanzado el primer programa de debates Frente a frente, presentado por Renato Álvarez.
Para la inicios de la década, formó una alianza con Telemundo para emitir sus producciones.
En mayo de 2007, fue lanzado Entre mujeres, dedicado al público femenino, basado en los programas de entrevistas estadounidenses The Talk y The View. 
El 26 de mayo de 2009, Canal 5 cumple 50 años y festeja su aniversario con la transmisión de los desfiles patrios de independencia. También en 2009 fue uno de los medios de comunicación que apoyó el golpe de Estado haciendo silencio sobre la represión militar.

### Años 2010
En 2012, Canal 5 empieza a transmitir las 24 horas, con programación en la madrugada compuesta por secciones de películas y repeticiones de programas del archivo del canal. 
El 17 de febrero de 2014, Canal 5 inició el programa Las mañanas del 5 Archivado el 16 de agosto de 2019 en Wayback Machine., considerada como una remasterización del programa La mujer ahora. 
Para finales de 2017 e inicios de 2018, lanzó al aire su propia señal en alta definición. 
En octubre de 2018, Canal 5 le compró los derechos de las telenovelas producidas por Rede Record a Canal 11, con el estreno de El rico y Lázaro en horario estelar. El 17 de febrero de 2019, se celebró el quinto año de existencia de Las mañanas del 5.
El 26 de mayo de 2019, Canal 5 renueva su imagen corporativa a raíz de las celebraciones del 60° aniversario de sus transmisiones. Así también, el noticiero de la cadena, Telenoticias, tuvo su renovación en la imagen coincidiendo con los 25 años de sus emisiones.

## Programación

### TN5
- Matutino: Es la primera emisión del noticiario del canal. Presentado por Ramón Matute. Se transmite de lunes a viernes a las 5:40 a.m. y los sábados a las 6:30 a.m.
- Estelar: Es presentado por Renato Álvarez y Cristina Rodríguez, de lunes a viernes a las 9:00 p. m.
- Dominical: Presentado por Ulises Aguirre y Eunice López, los domingos a las 6:00 p. m.

### Frente a Frente
Programa de entrevistas presentado por el periodista Renato Álvarez y acompañado por expertos que argumentan sobre materia política, social y económica.

### Las Mañanas del Cinco
Programa de contenido variado presentado por Loren Mercadal, Jean Paul Irías, David Fortín y Laura Pérez, quienes interactúan con Elmer Valladares, quien hace el personaje cómico "Chepe".

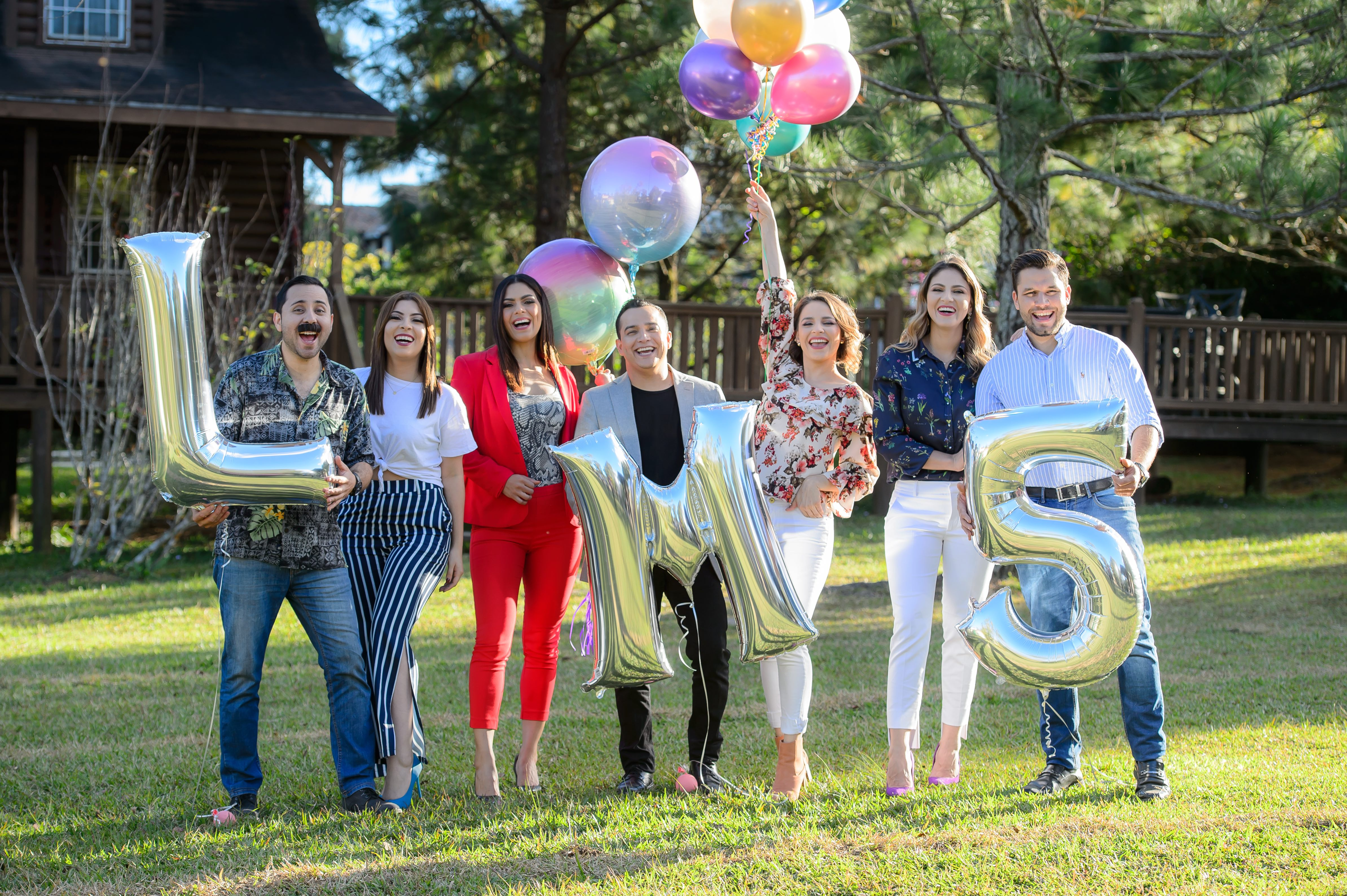
Presentadores del programa matutino Las mañanas del 5

### La Cocina de Keyla
Clases de cocina con la chef Keyla Martínez, los sábados a las 12:00 a. m.

### Cinco deportivo
Fue lanzado al aire en abril de 1981 los domingos.

### X-0 da Dinero
Está diseñado con secciones para toda la familia y es presentado por Salvador Nasralla.
Cada mes, los juegos y concursos del programa se van cambiando, rotando y modificando de acuerdo a la época del año o lo que se celebra.
Se realizó en locaciones diferentes como parques acuáticos, colegios, circos y al aire libre conmemorando los aniversarios de San Pedro Sula y Tegucigalpa.

### Otros programas
- Casas y Cosas
- Con Todo
- El Hilo
- Los del Cuarto
- Sábado Feliz

## Logotipo
El canal surge en la década de 1990 con el logotipo "'5'" en color rosado con la tipografía Bodoni MT Black y el eslogan "El Líder" en fuente Brush Script. Similar al Canal 5 de México. 
El 26 de mayo de 2019, Canal 5 cambia de imagen en homenaje a sus 60 años de transmisión en la TV hondureña. Esta nueva edición del logo conserva el característico número "5" del él, pero moviendo el título "EL LÍDER" fuera de este, conformando un emagotipo.